# Joaquim Manuel de Macedo

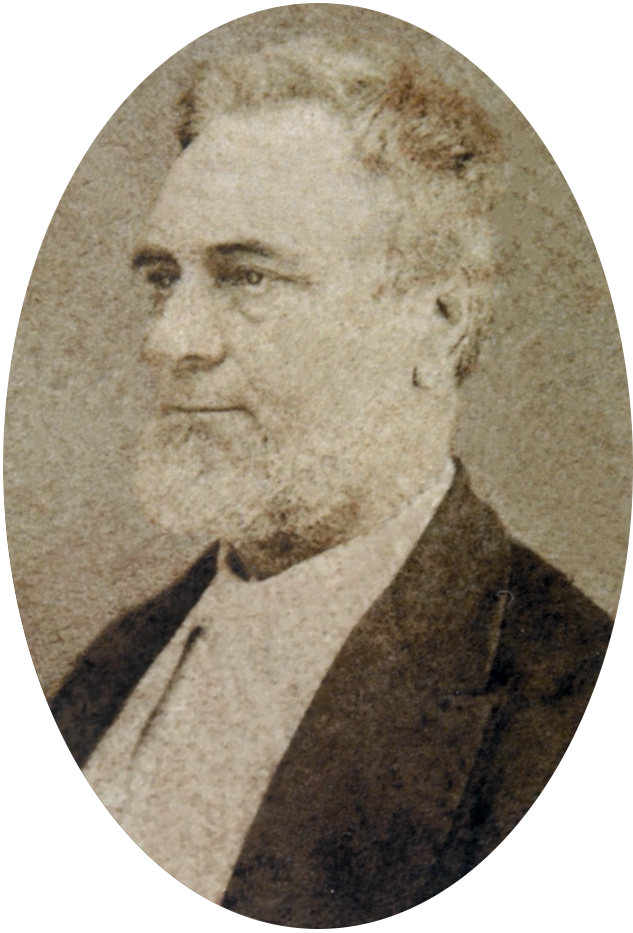

Joaquim Manuel de Macedo (* 24. Juni 1820 in Itaboraí, Brasilien; † 11. April 1882 in Rio de Janeiro) war ein brasilianischer Schriftsteller, Arzt, Lehrer, Dichter, Dramatiker und Journalist. Bekannt wurde er vor allem für seinen Roman „A Moreninha“. Er ist Namenspatron des Sitzes 20  der Academia Brasileira de Letras in Rio de Janeiro.

## Leben
Joaquim Manuel de Macedo wurde 1820 in der Stadt Itaboraí, einem Munizip in der brasilianischen Provinz Rio de Janeiro im Kaiserreich Brasilien geboren. Seine Eltern waren Severino de Macedo Carvalho and Benigna Catarina da Conceição. Er schloss sein Studium der Medizin 1844 ab und eröffnete im Hinterland von Rio de Janeiro eine Praxis. Im selben Jahr veröffentlichte er seinen Roman A Moreninha. Im Jahr 1849 gründete er die Zeitschrift Guanabara, zusammen mit Manuel de Araújo Porto-Alegre und Antônio Gonçalves Dias. In diesem Magazin wurden große Teile seines Gedichtes A Nebulosa veröffentlicht.
Nach seiner Rückkehr nach Rio, gab er den Beruf des Arztes auf und wurde Lehrer für Geschichte und Geographie auf dem traditionsreichen Colégio Pedro II in der Hauptstadt Rio de Janeiro. Er hatte enge Kontakte zur brasilianischen kaiserlichen Familie und war Tutor der Kinder von Prinzessin Isabella von Brasilien. Daneben war er Mitglied des Brasilianischen Historischen und Geographischen Instituts (IHGB).
Während seiner letzten Lebensjahre hatte er mit psychischen Leiden zu kämpfen.
Er war verheiratet mit Maria Catarina de Abreu Sodré, einer Cousine des Dichters Álvares de Azevedo. Nach Auffassung mancher Historiker ist sie das Vorbild für die Hauptfigur seines Romans A Moreninha.

## Ehrungen
Von Salvador de Mendonça, einem der Gründer der Academia Brasileira de Letras, wurde er zum Namenspatron für den Sitz 20 gewählt und gehört somit zu den sogenannten „Unsterblichen“ (imortais) der Akademie.

## Werke

### Romane
- A Moreninha (1844)
- O Moço Loiro (1845)
- Os Dois Amores (1848)
- Rosa (1849)
- Vicentina (1853)
- O Forasteiro (1855)
- Os Romances da Semana (1861)
- Rio do Quarto (1869)
- A Luneta Mágica (1869)
- As Vítimas-algozes (1869)
- As Mulheres de Mantilha (1870–1871)

### Politische Satire
- A Carteira do Meu Tio (1855)
- Memórias do Sobrinho do Meu Tio (1867–1868)

### Chroniken
- Memórias da Rua do Ouvidor
- Um Passeio pela Cidade do Rio de Janeiro
- Labirinto

### Theaterstücke

#### Tragödien
- O Cego (1845)
- Cobé (1849)
- Lusbela (1863)

#### Komödien
- O Fantasma Branco (1856)
- O Primo da Califórnia (1858)
- Luxo e Vaidade (1860)
- A Torre em Concurso (1863)
- Cincinato Quebra-Louças (1873)

### Gedichte
- A Nebulosa (1857)

### Biographien
- Ano Biográfico Brasileiro (1876)
- Mulheres Célebres (1878)

### Geographie
- Noções de corographia do Brasil (1873), ins Deutsche übersetzt von M. P. Alves Nogueira und Wilhelm Theodor von Schiefler, erscheinen unter dem Titel Geographische Beschreibung Brasiliens, F. A. Brockhaus, Leipzig 1873

### Medizine Abhandlungen
- Considerações sobre a Nostalgia